# Владимир Влада Радовић
Владимир Влада Радовић (Пећ, 12. мај 1901 — Пећ, 9. новембар 1986) био је српски сликар, педагог и културни радник.

## Биографија
Владимир Влада Радовић био је први школовани сликар на Косову и Метохији и организатор културног живота у родном граду Пећи.
Основну школу завршио је у Пећи а од 1918. године похађао Државну уметничку школу у Београду. Током школовања издржавао се сам, најпре радећи у средњошколској мензи а потом као разводник у Народном позоришту у Београду. Као талентовани ученик, за своје радове, добио је награду Министарства просвете и награду из Фонда Стеве Тодоровића.
По дипломирању 1926. године, враћа се у родну Пећ и запошљава као наставник цртања у Гимназији. У Пећи 1948. године формира Средњу школу примењених уметности у којој ради све до пензионисања. Школа је током деценија изнедрила многе познате сликаре Србе и Албанце. По његовој смрти, школа носи његово име све до 1999. године. 
Влада Радовић је био изузетни акварелиста, но он је свог себе улагао у културу роднога места. Између два рата основао је Градски хор у коме је и сам певао и био хоровођа. Учествовао је на бројним ликовним колонијама у Југославији и иностранству. Од прве изложбе 1926. до 1984. године више пута самостално је излагао у Пећи, Приштини, Косовској Митровици и Београду а много пута на колективним изложбама у земљи и иностранству. Године 1982. имао је ретроспективну изложбу у Галерији уметности у Приштини.
Био је члан Удружења ликовних уметника Србије (УЛУС) од 1947. године и почасни члан Удружења примењених уметника Косова.

## Монографија
- Hivzi Muharremi: Влада Радовић, Галерија свремене уметности, Приштина, 1986.

## Награде
- Децембарска награда Косова, 1977.
- Златна значка КПЗ Србије, 1977.
- Вукова награда, 1977.
- Седмојулска награда, 1981.
- Награда XI Пролећног салона Косова, 1984.